# Mațkulî, Rozdilna
Mațkulî (în ucraineană Мацкули) este un sat în comunei Novoborîsivka din raionul Rozdilna, regiunea Odesa, Ucraina.

## Demografie
Componența lingvistică a localității Mațkulî
     Ucraineană (92,94%)
     Română (5,88%)
     Rusă (1,18%)
Conform recensământului din 2001, majoritatea populației localității Mațkulî era vorbitoare de ucraineană (92,94%), existând în minoritate și vorbitori de română (5,88%) și rusă (1,18%).